# Cromstrijen
Cromstrijen  è una località dei Paesi Bassi di 12 835 abitanti, situata nel comune di Hoeksche Waard, sull'isola di Hoeksche Waard nella provincia dell'Olanda Meridionale.
È stato un comune autonomo, istituito il 1º gennaio 1984 dall'unione delle ex-municipalità di Numansdorp e Klaaswaal. Il 1º gennaio 2019 si è fuso con le municipalità di Binnenmaas, Korendijk, Oud-Beijerland e Strijen per formare l'attuale comune di Hoeksche Waard. 

## Storia

### Simboli
Lo stemma di Cromstrijen è stato concesso con il Regio decreto (Koninklijk besluit) del 4 maggio 1984 a seguito della riorganizzazione municipale del 1º gennaio 1984, quando Klaaswaal, Numansdorp e parte di Westmaas sono stati fusi in un nuovo comune. Dal 2019 l'arma non è più in uso poiché Cromstrijen è stato incorporato nel nuovo comune di Hoeksche Waard.
Lo stemma deriva da quello della tenuta (heerlijkheid) di Cromstrijen, approvato dall'Alto Consiglio della Nobiltà (Hoge Raad van Adel) l'11 marzo del 1818. Poiché questo stemma nel 1983 era ancora in uso, è stato necessario apportare alcune modifiche alla versione comunale dove le croci sono d'argento invece che d'oro.
Lo stemma è noto dal 1492, quando il territorio passò sotto Gerard Numan (circa 1459–1505). Egli portava come emblema tre canne di palude d’oro — a simboleggiare il corso sinuoso del Kromme Strijne con vegetazione di canne su entrambe le sponde — che nel XVIII secolo divennero tre croci d'oro.
Quest'emblema è stata anche la base per gli stemmi concessi ai comuni indipendenti di Klaaswaal e Numansdorp nel 1950.